# Mamba-negra
A mamba-negra (Dendroaspis polylepis) é uma espécie de cobra grande e extremamente venenosa pertencente à família Elapidae. É nativa de partes da África Subsariana. Descrita pela primeira vez formalmente por Albert Günther em 1864, é a segunda cobra venenosa mais longa depois da cobra-real; espécimes adultos geralmente excedem 2 m e normalmente crescem até 3 m, mas já foram encontrados indivíduos de 4,3 a 4,5 m.
Ao contrário das outras espécies do mesmo género, vive a maior parte do tempo no solo, mas pode escalar árvores com facilidade. A espécie é tanto terrestre (vida no solo) quanto arbórea (vida na árvore); habita savanas, bosques, encostas rochosas e, em algumas regiões, florestas densas. É diurna e é conhecida por atacar pássaros e pequenos mamíferos. Em superfícies adequadas, pode se mover a velocidades de até 16 km/h por distâncias curtas. As mambas-negras adultas têm poucos predadores naturais. É encontrada na África do Sul, Quênia, Tanzânia, Zâmbia, Zimbábue, Moçambique, Botswana, Angola e Namíbia.
A mamba-negra não tem este nome devido à cor do seu corpo, já que tem uma cor acinzentada (variável), mas ao interior preto da sua boca, que ela exibe em sinal de ameaça. É capaz de atacar a distâncias consideráveis e pode realizar uma série de mordidas em rápida sucessão. Seu veneno é composto principalmente de neurotoxinas, que frequentemente induzem sintomas em dez minutos e é potencialmente fatal, a menos que o soro antiofídico seja administrado. Sem o tratamento é mortal em 100% dos casos. Apesar de sua reputação como uma espécie altamente agressiva, a mamba-negra ataca humanos apenas se for ameaçada ou encurralada. É classificada como Pouco Preocupante na Lista Vermelha de Espécies Ameaçadas da IUCN.

## Taxonomia
A primeira descrição formal da mamba-negra foi feita em 1864 pelo zoólogo Albert Günther. Um único espécime foi uma das muitas espécies de cobra coletadas por John Kirk, um naturalista que acompanhou David Livingstone na segunda expedição ao Zambeze de 1858-1864. Este espécime é o holótipo e está depositado no Museu de História Natural de Londres.
O nome genérico da espécie é derivado do grego antigo, dendron (δένδρον), "árvore", e aspis (ἀσπίς), "escudo". O nome específico polylepis é derivado do grego antigo poli (πολύ), que significa "muitos", e lepis (λεπίς), que significa "escama". O nome "mamba" deriva do zulu, "imamba".
Em 1873, o naturalista alemão Wilhelm Peters descreveu uma espécie Dendraspis antinorii com base em um espécime no museu de Gênova, coletado pelo explorador italiano Orazio Antinori no que hoje é o norte da Eritreia. Posteriormente, foi considerada uma subespécie, e não é mais considerada distinta.
Em 1896, o zoólogo belga-britânico George Albert Boulenger combinou a espécie Dendroaspis polylepis como um todo junto à mamba-verde-oriental (Dendroaspis angusticeps), o que permaneceu em vigor até 1946, quando a herpetologista sul-africana Vivian Fitz-Simons novamente as dividiu em espécies diferentes.
Uma análise genética de 2016 demonstrou que a mamba-negra e verde-oriental são as parentes mais próximas uma da outra, e estão mais remotamente relacionados com a mamba-de-Jameson (Dendroaspis jamesoni).

## Descrição

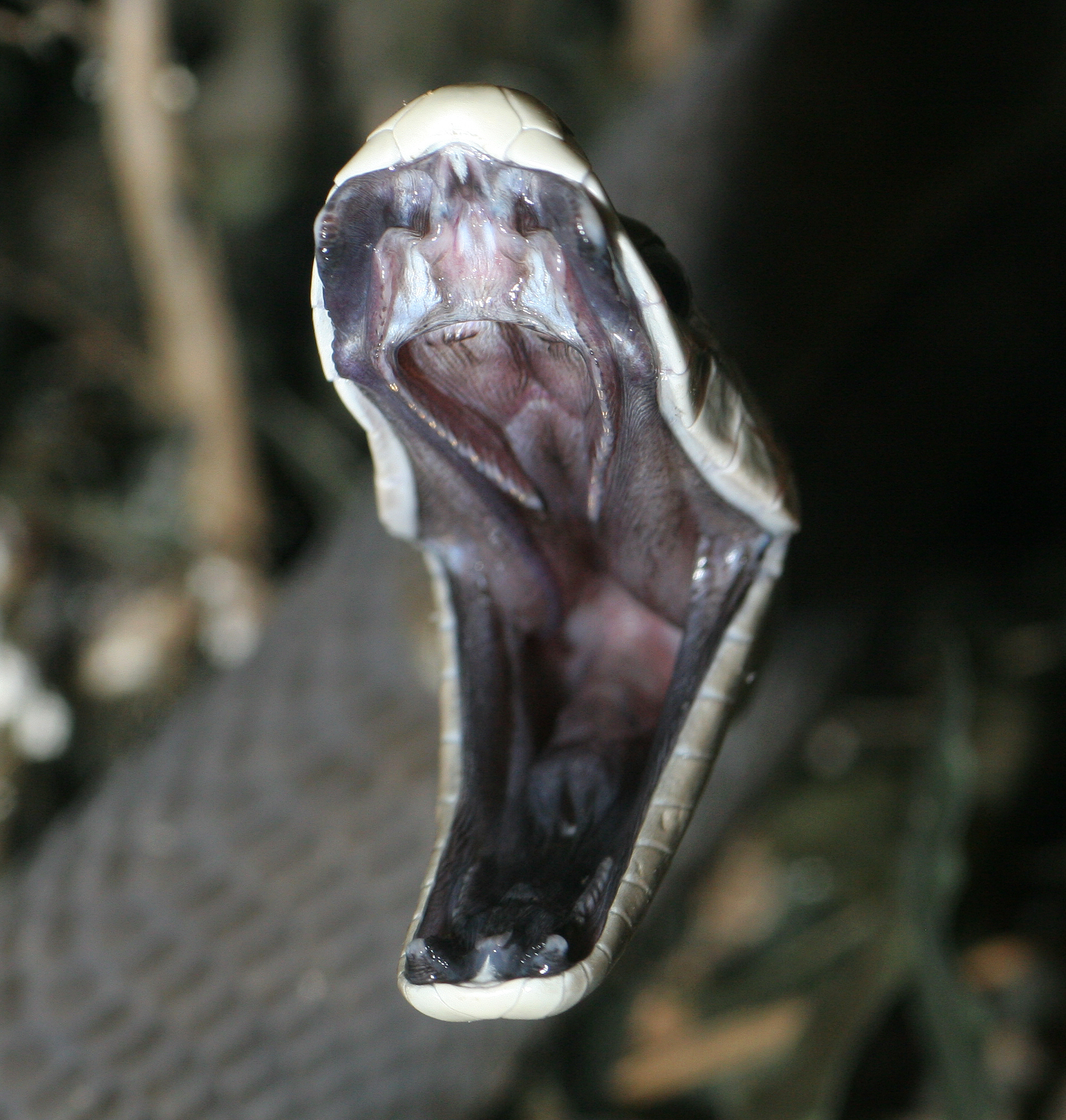
O interior preto da boca de uma mamba-negra

A mamba-negra é uma cobra longa, delgada e cilíndrica, com uma distinta cabeça estreita em forma de caixão. Sobrancelha pouco pronunciada e olhos de tamanho médio, com a pupila arredondada. O comprimento da cobra adulta geralmente varia de 2–3 metros, mas já foram encontrados espécimes com 4,3–4,5 metros. É a segunda maior espécie de serpente venenosa do mundo, ficando atrás apenas da cobra-real. A mamba-negra é uma cobra proteroglífica (com presas dianteiras), com presas de até 6,5 mm de comprimento, localizadas na frente da maxila.
A cauda da espécie é longa e fina, com as vértebras caudais representando 17–25% do comprimento corporal. A massa corporal das mambas-negras foi calculada em cerca de 1,6 kg, embora um estudo com sete indivíduos tenha encontrado um peso médio de 1,03 kg, variando de 520 g para uma amostra de comprimento total de 1,01 m, a 2,4 kg para uma amostra de 2,57 m comprimento total.
Os indivíduos da espécie podem variar entre as cores verde-oliva, marrom-amarelado, cáqui, bronze e cinza. As cobras juvenis são mais claras do que as adultas; geralmente são cinza ou verde-oliva e escurecem com o envelhecimento.
As escamas de algumas podem apresentar um brilho arroxeado. Os indivíduos ocasionalmente apresentam manchas escuras na parte posterior, que podem aparecer na forma de faixas cruzadas diagonais. As mambas negras têm ventres branco-acinzentados. O nome comum é derivado da aparência da parte interna da boca, de cinza-azulado escuro a quase preto. Os olhos variam entre o castanho-acinzentado e os tons de preto; a pupila é circundada por uma cor branca prateada ou amarela.

## Distribuição e habitat

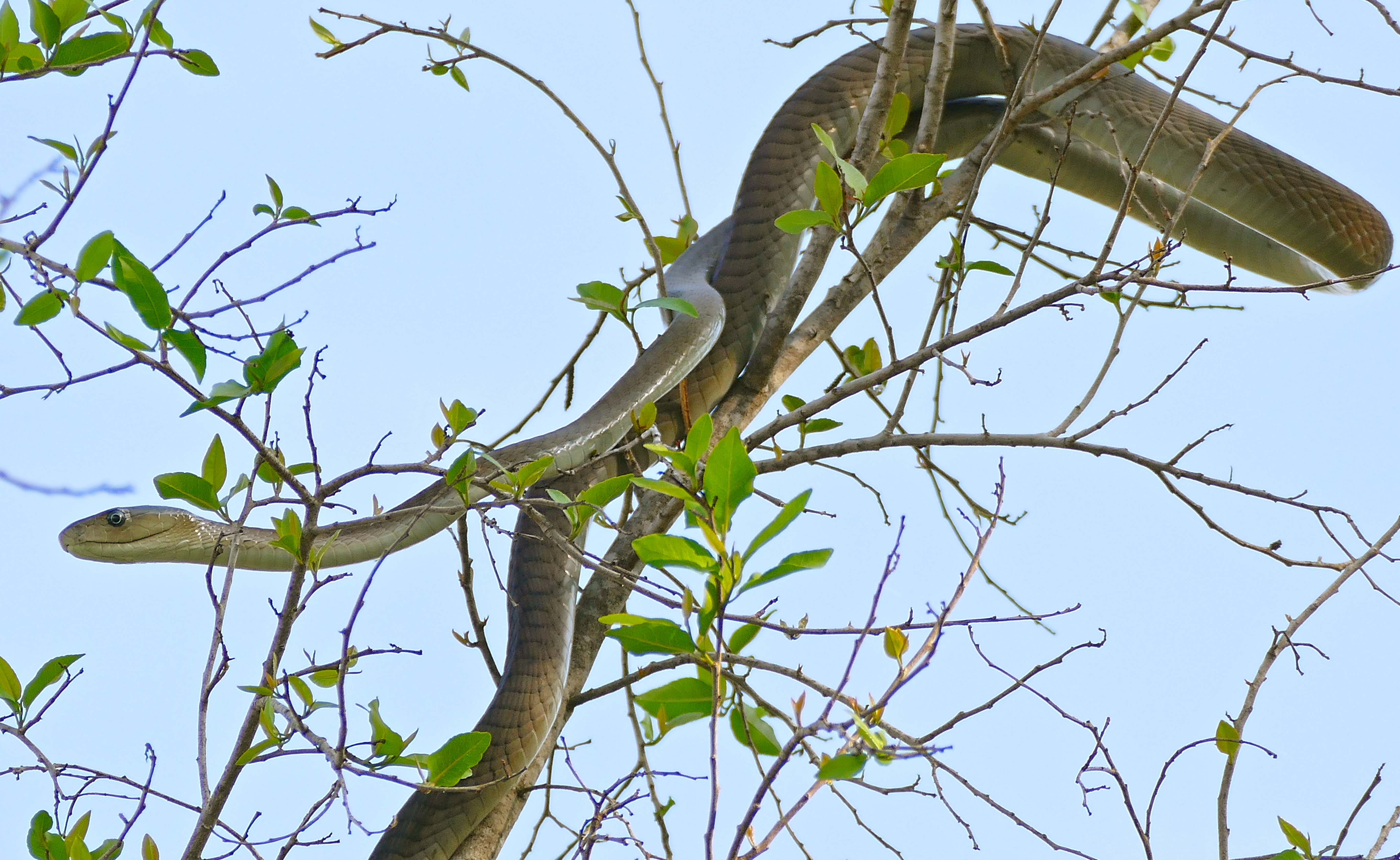
Juvenil em uma árvore, Parque Nacional Kruger, África do Sul

A mamba-negra possui uma ampla distribuição na África subsariana, sendo encontrada em Burkina Faso, Camarões, República Centro-Africana, República Democrática do Congo, Sudão do Sul, Etiópia, Eritreia, Somália, Quênia, Uganda, Tanzânia, Burundi, Ruanda, Moçambique, Essuatíni, Malawi, Zâmbia, Zimbabwe, Botswana, Namíbia, África do Sul e Angola. A distribuição da mamba-negra em partes da África Ocidental foi contestada. Em 1954, a mamba-negra foi registrada na região de Dakar, no Senegal. Esta observação e uma observação subsequente que identificou um segundo espécime na região em 1956 não foram confirmadas e, portanto, a distribuição da cobra nesta área é inconclusiva.
A mamba-negra é mais comumente encontrada em savanas semiáridas bem arborizadas ou florestas ribeirinhas, especialmente em áreas com abundância de colinas rochosas e árvores grandes. Também pode ser encontrada na mata costeira, savana úmida e seca e florestas de planície. Raramente é encontrada em altitudes acima de 1 000 metros, com exceção do Quênia e na Zâmbia, onde pode ser encontrada a 1 800 m e a 1 650 m de altitude, respectivamente. A espécie é classificada como uma espécie Pouco Preocupante na Lista Vermelha da União Internacional para a Conservação da Natureza (IUCN), com base em sua ampla distribuição na África Subsariana e nenhum declínio populacional documentado.

## Comportamento e ecologia

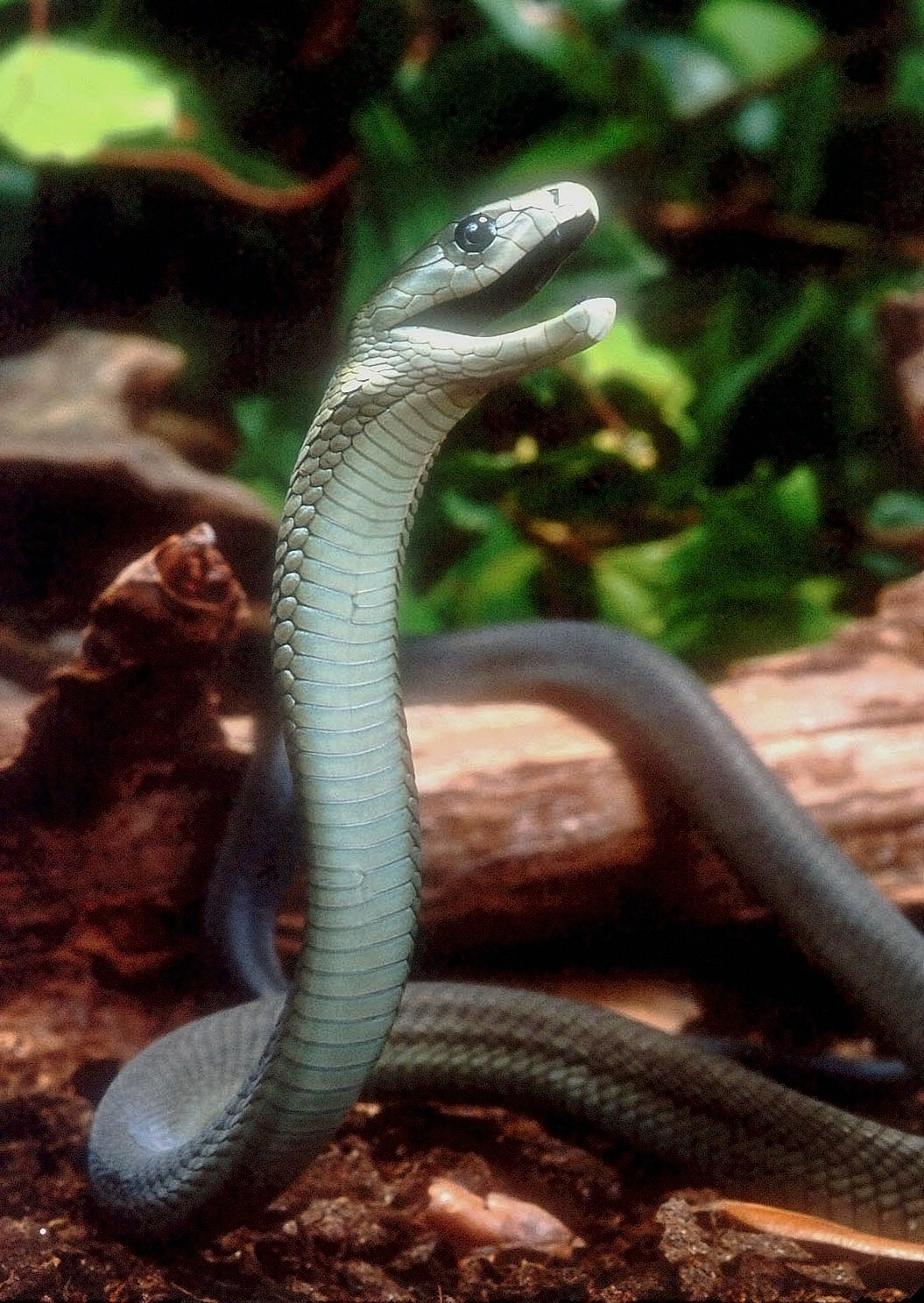
Uma mamba-negra em postura defensiva. Como as cobras, a mamba-negra pode estender o pescoço em um capuz para intimidar ameaças potenciais (mostrado aqui)

A mamba-negra é encontrada predominantemente no solo, mas também é arbórea. No solo, move-se com a cabeça e o pescoço levantados e normalmente se abriga em cupinzeiros, tocas abandonadas, fendas nas rochas e rachaduras em árvores. As mambas-negras são diurnas.
Arisca e muitas vezes imprevisível, a mamba-negra é muito ágil e pode se mover rapidamente. É um animal tímido, que prefere ficar longe do contato humano. Quando percebe uma ameaça, geralmente foge e se esconde em um arbusto ou buraco. Quando confrontada, é provável que faça um sinal de ameaça, abrindo a boca para expor sua boca preta e sacudindo a língua. Também como alerta de ataque, ela emite um sinal alto, também chamado de sibilo.
Durante a exibição de ameaça, qualquer movimento repentino do intruso pode fazer com que a cobra execute uma série de ataques rápidos, causando envenenamento grave. O tamanho da mamba-negra e sua capacidade de elevar a cabeça a uma grande distância do solo permite que ela lance até 40% do comprimento do corpo para cima, portanto, mordidas de mamba em humanos podem ocorrer na parte superior do corpo. A reputação da mamba-negra de estar pronta para atacar é exagerada; geralmente é provocada por ameaças percebidas, como o bloqueio de seus movimentos e à capacidade de recuar. A velocidade da espécie também foi exagerada; ela não pode se mover mais rapidamente do que 20 km/h (12 mph).

### Reprodução e expectativa de vida
A temporada de reprodução da mamba-negra vai de setembro a fevereiro, após a queda na temperatura que ocorre de abril a junho. Os machos disputam entre si pela fêmea, entrelaçando seus corpos e lutando com seus pescoços. Alguns observadores confundiram isso com cortejo. Durante o acasalamento, o macho deslizará sobre o lado dorsal da fêmea enquanto agita sua língua. A fêmea sinalizará que está pronta para acasalar levantando o rabo e ficando parada. O macho então se enrolará em torno da extremidade posterior da fêmea e alinhará sua cauda ventrolateralmente com a da fêmea. O acasalamento pode durar mais de duas horas e o par permanece imóvel, exceto por espasmos ocasionais do macho.

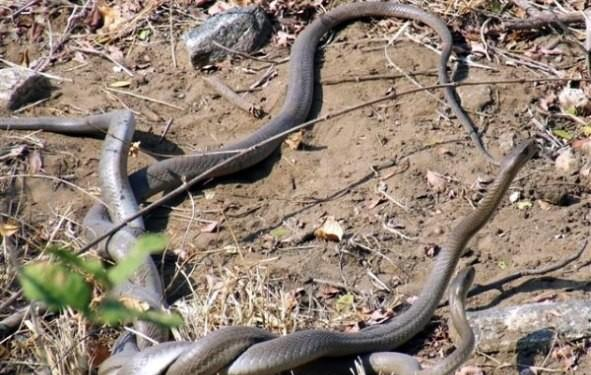
Mambas-negros machos engajados em combate

A mamba-negra é ovípara; a fêmea bota uma ninhada de 6 a 17 ovos. Os ovos são alongados em formato oval, tipicamente 60–80 mm em comprimento e 30–36 mm em diâmetro. Ao nascer, os jovens variam de 40 a 60 cm em comprimento. Eles podem crescer rapidamente, chegando a 2 m em um ano. As mambas-negras juvenis são muito apreensivas e podem ser tão mortais quanto as adultas. A mamba-negra foi registrada vivendo até 11 anos e pode viver mais.

### Alimentação
A mamba-negra geralmente caça a partir de uma toca permanente, para o qual retornará regularmente se não houver perturbação. Ataca principalmente pequenos vertebrados, como aves, pequenos mamíferos como roedores, morcegos, hiracoides e galagos.  Geralmente prefere presas de sangue quente, mas também pode comer outros répteis. Em Transvaal, na África do Sul, quase todas as presas registradas eram bastante pequenas, consistindo em grande parte de roedores e outros mamíferos pequenos ou juvenis de tamanho semelhante, bem como pássaros passeriformes, com o peso estimado de apenas 1,9-7,8% da massa corporal da mamba. A mamba-negra normalmente não segura sua presa após a mordida; em vez disso, libera a presa e espera que ela sucumba à paralisia e à morte antes de engolir. O sistema digestivo da cobra é extremamente potente e pode digerir a presa totalmente em oito a dez horas.

### Predação
Mambas adultas possuem poucos predadores naturais além das aves de rapina, como a águia-cobreira-castanha, a águia-rapace e a águia-marcial. Mambas-negras juvenis também são predadas por outras espécies de serpente, como a Limaformosa capensis.
Outros predadores conhecidos são os mangustos, pequenos mamíferos carnívoros que possuem certa resistência ao veneno da mamba e geralmente são ágeis o suficiente para evitar uma mordida. O ratel também possui resistência ao veneno da mamba-negra. Ambos os mamíferos possuem essa resistência possivelmente por conta de um mecanismo que faz com que seus receptores nicotínicos de acetilcolina não se liguem às neurotoxinas-alfa da cobra. As mambas-negras também foram encontradas entre os conteúdos estomacais de crocodilos-do-Nilo.

## Veneno
A mamba-negra é a cobra mais temida na África por causa de seu tamanho, agressividade, toxicidade do veneno e velocidade de início dos sintomas após o envenenamento, e é classificada como uma cobra de importância médica pela Organização Mundial da Saúde. Uma pesquisa na África do Sul, realizada de 1957 a 1979, registrou 2553 picadas de cobras venenosas, 75 das quais foram confirmadas como sendo de mambas-negras. Destes 75 casos, 63 tiveram sintomas de envenenamento sistêmico e 21 faleceram. Aqueles picados antes de 1962 receberam um antiveneno polivalente que não teve efeito contra o veneno da mamba-negra, e 15 das 35 pessoas que receberam o antiveneno morreram. Um antiveneno específico para mambas foi introduzido em 1962, seguido por um antiveneno totalmente polivalente em 1971. Durante este período, 5 de 38 pessoas mordidas por mambas-negras que receberam antiveneno morreram. Um censo na zona rural do Zimbábue em 1991 e 1992 revelou 274 casos de picada de cobra, dos quais 5 morreram. As mambas-negras foram confirmadas em 15 casos, dos quais 2 morreram. O período de pico de mortes é a reprodução da espécie na temporada de setembro a fevereiro, durante a qual as mambas-negras são mais irritáveis. Mordidas são muito raras fora da África; manipuladores de cobras e entusiastas são as vítimas habituais.
Ao contrário de muitas espécies de cobras venenosas, o veneno da mamba-negra não contém enzimas proteases. Suas picadas geralmente não causam inchaço, nem necrose local, e o único sintoma inicial pode ser uma sensação de formigamento na área da picada. A cobra tende a morder repetidamente e se soltar, então pode haver vários ferimentos por punção. Sua mordida pode liberar cerca de 100-120 mg de veneno em média; a dose máxima registrada é 400 mg. A dose letal média em murinos (LD50), quando administrada por via intravenosa, foi calculada em 0,32 e 0,33 mg/kg. As picadas costumavam ser fatais antes que o antídoto estivesse amplamente disponível.
O veneno é majoritariamente neurotóxico e os sintomas costumam se tornar aparentes em cerca de dez minutos. Os sinais neurológicos iniciais que indicam envenenamento grave incluem gosto metálico, pálpebras caídas (ptose) e sintomas graduais de paralisia bulbar. Outros sintomas neurológicos incluem miose, visão turva ou diminuída, parestesia, disartria, disfagia, dispneia, dificuldade em lidar com a saliva, reflexo de vômito ausente, fasciculações, ataxia, vertigem, sonolência, perda de consciência e parada respiratória. Outros sintomas mais gerais incluem náuseas e vômitos, dor abdominal, diarreia, sudorese, salivação, arrepios e olhos vermelhos. A picada de uma mamba-negra em um humano pode causar colapso em 45 minutos ou menos. Sem tratamento apropriado, os sintomas geralmente progridem para insuficiência respiratória, que leva ao colapso cardiovascular e morte. Isso geralmente ocorre em 7 a 15 horas.
Em 2015, o proteoma do veneno da mamba-negra foi avaliado e publicado, revelando 41 proteínas distintas e um nucleosídeo. O veneno é composto por duas famílias principais de agentes tóxicos, dendrotoxinas (I e K) e, em uma proporção ligeiramente menor, toxinas três-dedos. As dendrotoxinas são semelhantes aos inibidores de protease do tipo Kunitz, que interagem com canais de potássio dependentes de voltagem, estimulando a acetilcolina e causando um efeito excitatório, e acredita-se que causem sintomas como sudorese. Os membros da família três-dedos incluem alfa-neurotoxina, cardiotoxinas, fasciculinas e mambalgins. Os componentes mais tóxicos são as alfa-neurotoxinas, que se ligam aos receptores nicotínicos da acetilcolina e, portanto, bloqueiam a ação da acetilcolina na membrana pós-sináptica e causam bloqueio neuromuscular e, portanto, paralisia. As fasciculinas são inibidores anticolinesterásicos que causam fasciculação muscular. O veneno tem pouco ou nenhum hemolítico, atividade hemorrágica ou pró-coagulante. Os mambalgins atuam como inibidores dos canais iônicos sensíveis ao ácido no sistema nervoso central e periférico, causando um efeito inibidor da dor. Há interesse de pesquisa em seu potencial analgésico.

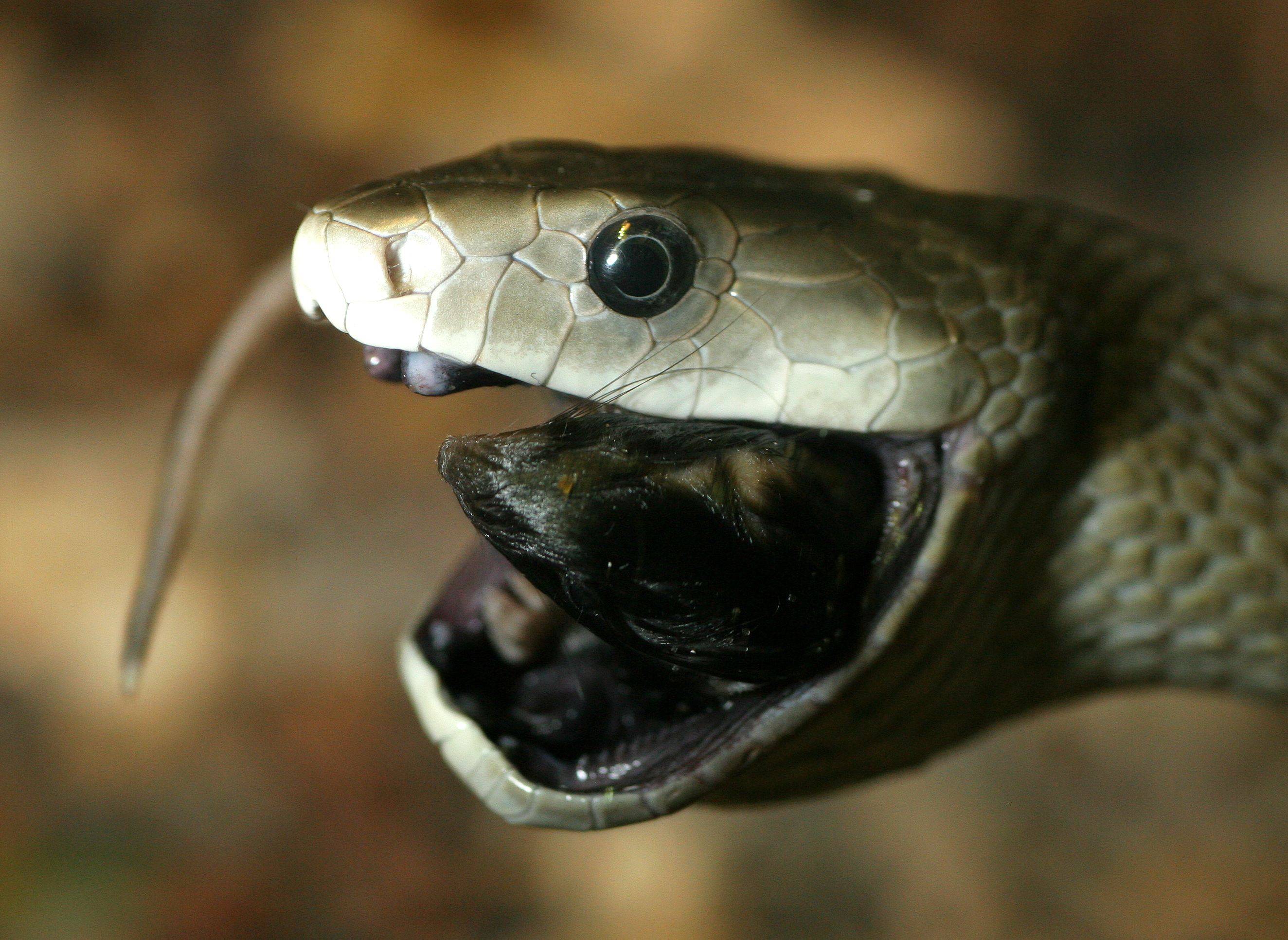
Uma mamba-negra engolindo sua presa

### Tratamento
O tratamento padrão de primeiros socorros para qualquer suspeita de picada de cobra venenosa é a aplicação de uma bandagem de pressão no local da picada, minimização do movimento da vítima e o transporte para um hospital ou clínica o mais rápido possível.
A natureza neurotóxica do veneno da mamba-negra significa que um torniquete arterial pode ser benéfico. Às vezes, o toxoide tetânico é administrado, embora o principal tratamento seja a administração do antiveneno apropriado. Um antiveneno polivalente produzido pelo Instituto Sul-Africano de Pesquisa Médica é usado para tratar picadas de mamba-negra e um novo antiveneno estava sendo desenvolvido pelo Instituto Clodomiro Picado da Universidade de Costa Rica.

### Casos notáveis de picada
- Danie Pienaar, que foi em vários momentos de pelo menos 2009[43] a 2017[44] chefe dos Serviços Científicos de Parques Nacionais da África do Sul e executivo administrativo interino,[45] sobreviveu à mordida de uma mamba-negra sem o antídoto em 1998. Ainda que os médicos do hospital tenham declarado ser um envenenamento "moderado", Pienaar entrou em coma e seu prognóstico foi declarado "ruim". Ao chegar ao hospital, Pienaar foi imediatamente entubado e colocado em suporte de vida por três dias. Ele teve alta do hospital no quinto dia.[43]
- Em março de 2008, Nathan Layton, um guia de safári em treinamento, foi mordido por uma mamba-negra encontrada perto de sua sala de aula no Southern African Wildlife College em Hoedspruit. Layton foi mordido pela cobra em seu dedo indicador enquanto ela estava sendo colocada em uma jarra e a equipe treinada em primeiros socorros que o examinou determinou que ele poderia continuar com as aulas.[46] Ele pensou que a cobra havia apenas roçado sua mão. Layton reclamou de visão turva uma hora após ser mordido, desmaiou e morreu logo em seguida.[46][47][48]
- O fotógrafo profissional americano Mark Laita foi mordido na perna por uma mamba-negra durante uma sessão de fotos em uma instalação na América Central. Sangrando profusamente, não procurou atendimento médico e, exceto por dores intensas e inchaço local durante a noite, não foi afetado. Isso o levou a acreditar que ou a cobra lhe deu uma "mordida seca" (uma mordida sem injetar veneno) ou o forte sangramento expulsou o veneno. Alguns comentaristas sobre a história sugeriram que era uma cobra venenoide (cujas glândulas de veneno são removidas cirurgicamente), mas Laita respondeu que não. Mais tarde, Laita descobriu que havia capturado a cobra mordendo sua perna em uma fotografia.[49][50][51]
- Em 2016, a queniana Cheposait Adomo foi atacada por três mambas-negras, uma das quais a mordeu várias vezes na perna. As pessoas que vieram em seu auxílio expulsaram as outras cobras, cortando duas com um facão. Depois de uma tentativa de usar a medicina tradicional, eles a colocaram em uma motocicleta e a conduziram por 45 minutos ao hospital mais próximo, que possuía soro. Ela sobreviveu.[52]
- O proeminente ativista sul-africano anti-apartheid e juiz do Tribunal do Trabalho Anton Steenkamp morreu após ser mordido por uma mamba-negra enquanto estava de licença na Zâmbia, em maio de 2019. Ele ficou várias horas longe de ajuda médica e morreu antes que o soro pudesse ser administrado.[53]
- Em junho de 2020, o veterinário búlgaro Georgi Elenski de Haskovo foi mordido por uma mamba-negra que fazia parte de sua coleção pessoal de animais exóticos. Sua condição inicial era muito grave, mas ele conseguiu se recuperar após um extenso tratamento envolvendo a administração de antídoto e suporte respiratório.[54]

## Cultura popular
Em Kill Bill, filme de Quentin Tarantino, "Black Mamba" (mamba-negra) é o codinome de Beatrix Kiddo, personagem vivida por Uma Thurman.
Mamba Negra também é o nome de uma supervilã fictícia do Universo Marvel.
Várias pessoas utilizam o nome como um apelido. Black Mamba é o apelido do jogador de basquete Kobe Bryant, que o escolheu justamente após assistir Kill Bill e pesquisar sobre a espécie, levando-o a criar a chamada "The Mamba Mentality"; em termos simples, a "mentalidade Mamba" significa “apenas tentar melhorar a cada dia”, citando o desejo de que suas habilidades no basquete imitassem a capacidade da cobra de "atacar com 99% de precisão na velocidade máxima, em rápida sucessão". Também é o apelido do jogador de futebol americano De'Anthony Thomas.